# Kill Uncle Tour
Kill Uncle Tour er navnet på en turné af den britiske sanger og sangskriver Morrissey, som havde til hensigt at promovere albummet Kill Uncle (1991). Turnéen, som kun opføres i Europa, strækker sig fra slutningen af april til midten af maj, og finder sted i 1991. Turnéen er Morrisseys første, til hvilken han har hyret nye musikere i stedet for Mike Joyce og Andy Rouke. Der er her tale om Boz Boorer og Alain Whyte, som stadig er aktive musikere for Morrissey. 

## Turnéoversigt
- Dublin Stadium – Dublin, Irland d. 27/4 – 91
- Elysée Montmartre – Paris, Frankrig d. 29/4 – 91
- Brielpoort – Dienze, Belgien d. 30/4 -91
- MCV – Utrecht, Holland d. 1/5 – 91
- Music Hall – Köln (aka Cologne), Tyskland 4/5- 91
- Metropol, Berlin, Tyskland, d. 5/5- 91
- The Docks, Hamburg, Tyskland, 6/5- 91
- Saga, Danmark, København, d. 7/5- 91
- Capitol Theatre, Aberdeen, Skotland, d. 14/ 5
- Caird Hall – Dundee, Skotland, d.15/5- 91
- Royal Concert Hall – Glasgow, Skotland, 16/5- 91

## Koncerten i Danmark
Morrissey spillede i Danmark d. 7 maj 1991; stedet var Saga i København. Om showet fortælles der, at det var en meget formel og reserveret præstation; Morrissey var ikke særlig verbal aktiv og improviserende, som han kan være[kilde mangler]. 

## Setliste
- Interesting Drug
- Mute Witness
- Last Of The Famous International Playboys
- November Spawned A Monster
- Will Never Marry
- Sing Your Life
- Asian Rut
- Pregnant For The Last Time
- King Leer
- That's Entertainment
- Everyday Is Like Sunday
- Our Frank
- Piccadilly Palare
- Trash
- Suedehead
- /Cosmic Dancer
- //Disappointed

## Udgivelser
Showet findes som bootleg, men ikke som en officiel udgivelse. 

## Eksterne links
- http://www.passionsjustlikemine.com/gigs/moz-gi9104eur.htm Arkiveret 24. maj 2007 hos  Wayback Machine